# Marie Kirschner

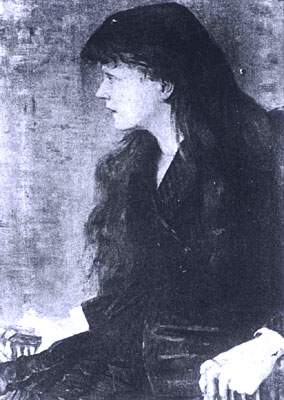
Marie Kirschner, Selbstporträt um 1880

Marie Kirschner (tschechisch Marie Louisa Kirschnerová; * 7. Januar 1852 in Prag; † 30. Juni 1931 in Košátky) war eine deutsch-tschechische Malerin und Glasgestalterin.

## Leben und Werk
Marie Kirschner stammte aus einer deutschen Familie; ihr Vater war der Gutsbesitzer Carl Kirschner, ihre Mutter Anna, geb. Polak. Die Familie lebte auf Gut Lochkow bei Prag, das der jüdische Vater 1848 nach der Aufhebung des Ghettozwangs erworben hatte. Maria Kirschner hatte noch zwei jüngere Geschwister. Sie studierte 1870/71 bei Adolph Lier in München, danach setzte sie ihre Ausbildung in Paris fort. Zu ihren Lehrern gehörten dort Jules Duprés und Alfred Stevens. Hatte sie sich zunächst auf die Malerei konzentriert, wandte sie sich später dem Kunstgewerbe, insbesondere auch der Glasgestaltung zu.
Ab 1887 lebte Marie Kirschner mit ihrer jüngeren Schwester Aloisia Kirschner, die auch Lola oder Lula genannt wurde und das Pseudonym Ossip Schubin verwendete, in Berlin, verbrachte aber die Sommer in Böhmen. Sie war Mitglied im Berliner Lyzeum-Club und gehörte dem Vorstand des Vereins für Künstlerinnen und Kunstfreundinnen an. In Prag gehörte sie außerdem dem progressiven Amerikanischen Damenklub an. Zu ihren Bekannten gehörte dort Zdenka Braunerová.
Marie Kirschner stattete die Wohnhäuser wohlhabender Industrieller wie Rath, Siemens, Lipperheide und Stollwerck aus. 1904 erhielt sie für einen Zimmerentwurf eine Silbermedaille bei der Weltausstellung in St. Louis. In ihrem Atelier in der Steglitzer Straße gab sie regelmäßig ihre Donnerstagstees. Gefördert wurde sie von Gräfin Maximiliane von Oriola und eng befreundet war sie mit Marie von Olfers.
Marie Kirschner blieb wie ihre Schwester Aloisia zeitlebens unverheiratet. Sie wurde im Familiengrab auf dem Prager Friedhof Malvazinky bestattet.
Marie Kirschners Glasentwürfe gelten als ein Höhepunkt der Glasgestaltung im europäischen Jugendstil. Laut Helena Brozkova nehmen die für die Jahrhundertwende überraschend schlichten Entwürfe Züge des Funktionalismus vorweg. Produziert wurden ihre Gläser meist von Lötz Witwe.